# My Doorbell
My Doorbell is een nummer van het Amerikaanse alternatieve rockduo The White Stripes uit 2005.
Het nummer gaat over een man die wacht tot zijn deurbel gaat. De bel gaat echter niet, wat waarschijnlijk betekent dat zijn vrouw hem verlaten heeft. "My Doorbell" leverde The White Stripes in 2006 een Grammy-nominatie op in de categorie Best Pop Performance by a Duo or Group with Vocals. Desondanks bereikte het nummer geen hitlijsten in Amerika. Wel bereikte het een bescheiden 37e positie in de Nederlandse Top 40.
In de bijbehorende videoclip voert het duo het nummer op in een theater gevuld met kinderen.